# Шкорпион I
Шкорпион I (још познат и као Веха и Селк) био је 1. владар Горњег Египта. Његово име се односи на шкорпију богиње Селкет. Био је сахрањен на локалном гробљу Ум ел Кааб и његова је гробница најстарија. Нажалост, гробница је опљачкана. У њој су откривене десетине увезених керамичких посуда, које датирају из периода 3150. п. н. е.